# Фении

Флаг Ирландского республиканского братства.

Фе́нии (англ. Fenians, от др.‑ирл. fían — легендарная военная дружина древних ирландцев) — ирландские революционеры-республиканцы второй половины XIX — начала XX веков, члены тайных организаций «Ирландского республиканского братства» (ИРБ), основанного в 1858 году (с центрами в США и Ирландии). 
Сам термин был впервые использован Джоном О’Махони применительно к американской ветви Ирландского республиканского братства.

## История
Организации ИРБ распространились в 1860—1870-х годах в Ирландии, Великобритании, а также среди ирландских эмигрантов в США, Канаде, Австралии и других странах. Основной целью фениев было создание независимой Ирландской республики путём тайно подготовленного вооружённого восстания. Деятельность фениев отражала протест значительной части ирландцев против господства англичан, в частности против усилившегося во второй половине XIX века сгона ирландских арендаторов с земли. Однако в деятельности фениев преобладала заговорщическая, а затем и откровенно террористическая тактика, что помешало им приобрести прочную популярность.
В 1865 году началось преследование британскими властями: некоторые из числа их руководителей были арестованы, редакция газеты Irish People была занята полицией.
С первых же дней 1866 года начались открытые выступления фениев, британским войскам в Ирландии пришлось охранять лендлордов и городские власти. Действие Хабеас корпус актa было приостановлено. Опасаясь высадки фениев из Америки, правительство окружило Ирландию сторожевой флотилией. К декабрю многие англичане выехали из Ирландии, опасаясь вооружённого нападения фениев.
Такое положение дел продолжалось и в 1867 году: 18 сентября в Манчестере фении напали на тюремную карету, в которой сидели ирландские политические арестанты, и попытались освободить их. В схватке, происшедшей вокруг кареты между фениями и полицейскими, один из последних, Бретт, был убит, арестанты освобождены, но двадцать три человека были задержаны, и из них пятеро преданы суду по обвинению в убийстве Бретта, хотя смертельный удар нанёс лишь один (Аллен), остальные почти и не видели Бретта. Тем не менее трое подсудимых были обвинены (Аллен, О'Брайен и Ларкин) и повешены; участь двоих была смягчена.
Через три недели после казни товарищей фении сделали попытку взорвать стену Клэркенвильской тюрьмы в Лондоне, где содержались два члена организации. Двенадцать человек было убито, больше ста ранено, несколько соседних домов обрушилось. Этот ответ на манчестерскую казнь пошатнул популярность фениев в Ирландии. Были схвачены чуть ли не первые попавшиеся ирландцы и преданы суду по обвинению во взрыве. Пятеро из них были оправданы за полным отсутствием чего бы то ни было похожего на улики; но один, (Майкл Баррет), несмотря на почти доказанное алиби, был казнён.
Начало 1870-х годов было временем сравнительного упадка фенианского движения, хотя аресты, процессы, загадочные убийства время от времени привлекали к себе общественное внимание.
Первый Интернационал поддерживал фениев, хотя и осуждал заговорщические тенденции в их деятельности, участвовал (в 1867—1870 годах) в кампании против смертных приговоров участникам фенианского движения и за амнистию заключённых фениев. В 1870-е — 1880-е годы фении всё более втягивались в террористическую деятельность.
6 мая 1882 года в Дублин приехал новый, либерально настроенный наместник, лорд Кавендиш; гуляя в Феникс-парке, он и его заместитель Борк подверглись внезапному нападению и были убиты; убийцы скрылись. Убийства и казни сменяли друг друга. Были убиты, между прочими, двое судей из числа наиболее суровых; вырезана семья Джонсов, состоявшая из шести человек, из-за подозрения, что она может выдать убийц двух судей. В Глазго и в некоторых других городах Шотландии и Англии произошло несколько взрывов, несколько покушений на чинов полиции и администрации. Летом 1883 года был убит давший показания против своих товарищей после ареста участник убийства в Феникс-Парке Джеймс Кэри, в конце того же года повесили в Дублине его убийцу; аресты происходили почти ежедневно. Но с конца 1880-х годов бойкот начал оттеснять насильственные приемы фенианской борьбы.
В организациях фениев в США к середине 1860-х годов возобладало течение, которое выступало за вооружённые нападения на Канаду с тем, чтобы вызвать войну между Великобританией и США и тем самым создать благоприятную, с их точки зрения, обстановку для борьбы в самой Ирландии. Поэтому американская организация «Фенианское братство» устраивала рейды фениев на Канаду.
В конце XIX — начале XX веков часть членов ИРБ перешла в другие организации, боровшиеся за независимость Ирландии. Члены ИРБ участвовали в Ирландском восстании 1916 года.

## Фении в литературе
- В романе А. Рипли «Скарлетт», продолжении романа «Унесённые ветром», Скарлетт О’Хара встречается со своими ирландскими родственниками, состоящими в фенианском братстве[1].
- В рассказе А. Конан Дойла «Квадратный ящичек» главный герой принимает двоих пассажиров парохода, Фленингена и Мюллера, за террористов-фениев, намеревавшихся взорвать корабль[2].
- В романе Понсон дю Террайля «Похождения Рокамболя». Герой пьесы, действующий под псевдонимом Серого человека, возглавляет тайное движение за освобождение Ирландии. Среди его непримиримых врагов — гордая аристократка мисс Эллен Пальмюр.